# Rozejm izraelsko-palestyński w 2008 roku
Rozejm izraelsko-palestyński - rozejm pomiędzy Izraelem a palestyńskim Hamasem, który sprawuje wyłączną kontrolę nad Strefą Gazy, który wszedł w życie 19 czerwca 2008 i oficjalnie obowiązuje do 19 grudnia 2008, czyli pół roku. Nie jest to jednak układ pokojowy. To porozumienie wynika ze skuteczności dotychczasowych akcji wojskowych i woli ich wstrzymania. „Na razie innych możliwości nie ma”, powiedział izraelskiemu radiu przedstawiciel ministerstwa obrony Amos Gilad po powrocie z rozmów w Egipcie.
W Egipcie od tygodni trwały negocjacje Izraelczyków z Hamasem, w których Kair pełnił rolę mediatora.

## Postanowienia rozejmu
Szczegóły rozejmu nie zostały upublicznione. Dzięki zawieszeni broni, przejścia graniczne Karni i Sufa wznowiły działalność w trzy dni po wejściu porozumienia w życie.
Zarówno przedstawiciele strony izraelskiej, jak i palestyńskiej deklarowali, że w razie zawarcia rozejmu utrzymywana od roku przez Izrael blokada Strefy Gazy będzie stopniowo i częściowo znoszona. Na razie do zamieszkanej przez 1,5 mln ludzi nadmorskiej enklawy dociera tylko pomoc humanitarna. Jako warunek swobodnych dostaw innych towarów, w tym materiałów budowlanych i paliw, Izrael postawił wstrzymanie ataków rakietowych na jego terytorium.
Przez pierwsze 10 dni obowiązywało tam górny pułap transferu na poziomie 30 procent masy towarowej, transportowanej obydwoma przejściami przed opanowaniem Strefy Gazy przez Hamas rok temu. Potem Izrael rozluźnił restrykcje.

## Kruchy rozejm
Zawieszenie broni nie ma jednak pewnych podstaw. Izrael już zastrzegł, że w razie fiaska rozejmu podejmie przygotowania do ewentualnej akcji zbrojnej na dużą skalę. Mimo rozejmu Palestyńczycy 25 czerwca 2008 odpalili ze Strefy Gazy rakiety w stronę Izraela. Izrael w odpowiedzi zamknął granice ze Strefą co Hamas uznał za pogwałcenie rozejmu.
25 lipca w wyniku wybuchu bomby w Strefie Gazy zginęło 5 Palestyńczyków.
11 września Hamas ze Strefy Gazy wystrzelił rakiety które padły na izraelskie wioski.
W listopadzie na linii dwóch skonfliktowanych narodów znów zrobiło się gorąco. P.o premiera Izraela Ehud Olmert ogłosił iż rozejm został złamany przez Palestyńskich bojowników.
Palestyna regularnie ostrzeliwała tereny izraelskie.
13 listopada Izrael odciął dostaw żywności do Strefy Gazy. Tego dnia nie przepuszczono konwoju ONZ na przejściu granicznym Karem Shalom. Tym samym żadna pomoc humanitarna nie dotarła do Gazy od 8 listopada. Tego samego dnia Izrael zabronił wjazdu dziennikarzom do Gazy.
15 listopada organizacja palestyńskich bojowników Ludowe Komitety Oporu podała, że grupa jej uzbrojonych bojowników, którzy zbliżali się do granicy palestyńsko-izraelskiej w pobliżu Beit Hanun, została zaatakowana z powietrza przez izraelskie wojsko. Tego samego dnia nastąpił wybuch w Strefie Gazy, w którym zginął bojownik powiązany.